# Васкес, Исраэль
Исраэль Васкес (исп. Israel Vazquez; 25 декабря 1977, Мехико, Федеральный округ, Мексика — 2 декабря 2024, Лос-Анджелес, Калифорния) — мексиканский боксёр-профессионал. Чемпион мира во 2-й легчайшей (IBF, 2004—2005; WBC, 2005—2007 и 2007—2008) весовой категории.

## 1995—2002
Дебютировал в марте 1995 года.
В апреле 1997 года Васкес нокаутировал в 1-м раунде непобеждённого Оскара Лариоса.

## 2002-05-17Оскар Лариос —Исраэль Васкес (2-й бой)
- Место проведения:  Мемориал Аудиториум, Сакраменто, Калифорния, США
- Результат: Победа Лариоса техническим нокаутом в 12-м раунде в 12-раундовом бою
- Статус: Чемпионский бой за временный титул WBC во втором легчайшем весе весе (1-я защита Лариоса)
- Рефери: Пэт Расселл
- Счет судей: Лу Филиппо (107—102), Марти Сэммон (107—102), Хосе Кобиан (105—104) — все в пользу Лариоса
- Время: 1:57
- Вес: Лариос 55,10 кг; Васкес 55,30 кг
- Трансляция: ESPN2

В мае 2002 года состоялся 2-й бой между Исраэлем Васкес и Оскаром Лариосом. В начале 12-го раунда боксеры устроили размен, после чего сошлись в клинче. Рефери разнял их. Васкес замешкался на мгновение, забыв поднять руки для защиты головы. В это время прямо в открытую челюсть Лариос нанес мощный правый хук. Васкес оказался в тяжёлом нокдауне. Он с трудом поднялся на счёт 8. После возобновления боя Лариос бросился добивать противника. В середине 12-го раунда Лариос провел левый хук в голову. Васкес начал падать. Лариос ещё раз провёл туда же левый хук. Васкес упал на колени, головой уперевшись в пол. Рефери начал отсчитывать нокдаун, но после счёта 4 прекратил поединок. Васкес не согласился с решением рефери.

## 2002—2004
В марте 2004 года состоялся бой за вакантный титул IBF во второй наилегчайшей категории между Исраэлем Васкесом и Хосе Луисом Вальбуеной. Васкес победил нокаутом в 12-м раунде.
В декабре 2004 года Васкес в 5-м раунде нокаутировал непобеждённого Артёма Симоняна.

## 2005-05-31Исраэль Васкес —Армандо Герреро
- Место проведения:  Хо Чанк Спортс Центр, Линвуд, Иллинойс, США
- Результат: Победа Васкеса единогласным решением судей в 12-раундовом бою
- Статус: Чемпионский бой за титул IBF во втором легчайшем весе весе (2-я защита Васкеса)
- Рефери: Джон О’Брайен
- Счет судей: Майк Фицджеральд (116—112), Тэд Гимза (116—112), Джерри Якубко (116—112) — все в пользу Васкеса
- Вес: Васкес 55,10 кг; Герреро 55,30 кг
- Трансляция: ESPN2
- Счёт неофициального судьи: Тэдди Атлас (114—115 Герреро)

В мае 2005 года Васкес встретился с Армандо Герреро. 1-я половина боя была за претендентом, однако чемпион переломил ход боя, выиграв 2-ю половину поединка. Васкес победил единогласным решением судей.

## 2005—2006
В декабре 2005 года состоялся 3-й бой между Васкесом и чемпионом мира во 2-м наилегчайшем весе Оскаром Ларисом. Васкес нокаутировал противника в 3-м раунде.
В июне 2006 года Васкес в 6-м раунде нокаутировал Айвена Эрнандеса.

## 2006-09-16Исраэль Васкес —Джонни Гонсалес
- Место проведения:  ЭмДжиЭм Гранд, Лас-Вегас, Невада, США
- Результат: Победа Васкеса техническим нокаутом в 10-м раунде в 12-раундовом бою
- Статус: Чемпионский бой за титул WBC во втором легчайшем весе весе (2-я защита Васкеса)
- Рефери: Кенни Бейлесс
- Время: 2:09
- Вес: Васкес 55,34 кг; Гонсалес 54,88 кг
- Трансляция: HBO PPV
- Счёт неофициального судьи: Харольд Ледерман (81—87 Гонсалес)

В сентябре 2006 года Исраэль Васкес встретился с Джонни Гонсалесом. В начале 4-го раунда Гонсалес левым хуком в голову послал противника в нокдаун. Васкес сразу же поднялся. Чемпион не был потрясён. В конце 6-го раунда Гонсалес тем же левым хуком в голову вновь отправил на канвас противника. Васкес поднялся на счёт 5. Сразу же после окончания счёта прозвучал гонг. В середине 7-го раунда Васкес провёл в голову встречный левый хук, а затем добавил ещё один левый боковой. Гонсалес оказался в нокдауне. Он поднялся на счёт 4. Васкес попытался добить его, но не смог. В середине 10-го раунда Васкес выбросил в голову левый хук. Затем добавил ещё серию. Гонсалес упал на канвас. Он поднялся на счёт 9. В это время угол претендента выбросил полотенце. Рефери прекратил бой. Комментатор HBO Ларри Мерчант сказал, что не понимает зачем угол Гонсалеса остановил бой. Поединок проходил в рамках шоу, организованного телеканалом HBO, главным событием которого был бой Марко Антонио Баррера — Рокки Хуарес.

## 2007-03-03Исраэль Васкес —Рафаэль Маркес
- Место проведения:  Хоум Депот Центр, Карсон, Калифорния, США
- Результат: Победа Маркеса техническим нокаутом в 7-м раунде в 12-раундовом бою
- Статус: Чемпионский бой за титул WBC во втором легчайшем весе весе (3-я защита Васкеса)
- Рефери: Рауль Каис младший
- Счет судей: Джек Рейсс (66—66), Дейв Моретти (65—67 Маркес), Пэт Расселл (65—67 Маркес)
- Время: 3:00
- Вес: Васкес 55,20 кг; Маркес 55,10 кг
- Трансляция: Showtime
- Счёт неофициальных судей: Карлос Ариас (65—67), Стив Ким (65—67), Лэнс Пагмайр (65—67) — все в пользу Маркеса

В марте 2007 года состоялся бой между Исраэлем Васкесом и бывшим чемпионом мира в легчайшем весе по версии IBF Рафаэлем Маркесом. В середине 3-го раунда Маркес выбросил в челюсть двойку — левый хук и сразу правый — затем добавил ещё левый хук. Васкес отошёл назад. Маркес бросился за ним и выбросил серию ударов в голову. Васкес сдвинулся влево и выбросил левый хук, который пришёлся прямо в челюсть. Маркес оказался в нокдауне. Он сразу же поднялся. После возобновления бой Васкес попытался добить противника, но Маркес на все удары отвечал. В перерыве между 7-м и 8-м раундами Васкес сообщил своему углу, что не может дышать, так как сломал нос. Бой был прекращён. Маркес победил техническим нокаутом в 7-м раунде.

## 2007-08-04Исраэль Васкес —Рафаэль Маркес (2-й бой)
- Место проведения:  Додж Арена, Идальго, Техас, США
- Результат: Победа Васкеса техническим нокаутом в 6-м раунде в 12-раундовом бою
- Статус: Чемпионский бой за титул WBC во втором легчайшем весе весе (1-я защита Маркеса)
- Рефери: Хосе Гуадалупе Гарсиа
- Счет судей: Рэй Хоукинс (48—47), Алехандро Рочин Мапула (48—47), Гейл Ван Хой (48—47) — все в пользу Васкеса
- Время: 1:16
- Вес: Васкес 54,90 кг; Маркес 54,90 кг
- Трансляция: Showtime
- Счёт неофициальных судей: Джейсон Гонсалес (46—49), Марк Мэй (47—49), Джейсон МакДэниел (47—48) — все в пользу Маркеса

В августе 2007 года состоялся 2-й бой между Исраэлем Васкесом и Рафаэлем Маркесом. Бой получился очень зрелищным. Периодически боксеры устраивали размены. В частности 3-й раунд прошёл именно в таком ключе. В начале 6-го раунда Васкес провел левый хук в челюсть, и Маркес упал на канвас. Он сразу же поднялся. Сразу же после возобновления Васкес кинулся добивать противника. Он загнал его в угол. Маркес пытался отбиться, но пропускал больше. Чемпион смог выйти из угла, но Васкес сразу же прижал его к канатам. Маркес продолжал лихорадочно отбиваться, пятившись назад вдоль канатов. Васкес пытался его добить, однако Маркес все ещё стоял. Тут вмешался рефери и прекратил поединок. Маркес не согласился с решением рефери. Комментатор Showtime Стив Альберт назвал решением рефери спорным (controversial ending). Поединок получил статус «бой года» по версии журнала «Ринг», а 3-й раунд получил статус «раунд года» по версии журнала «Ринг».

## 2008-03-01Исраэль Васкес —Рафаэль Маркес (3-й бой)
- Место проведения:  Хоум Депот Центр, Карсон, Калифорния, США
- Результат: Победа Васкеса pаздельным решением судей в 12-раундовом бою
- Статус: Чемпионский бой за титул WBC во втором легчайшем весе весе (1-я защита Васкеса)
- Рефери: Пэт Расселл
- Счет судей: Макс ДеЛука (114—111 Васкес), Том Казмарек (111—114 Маркес), Джеймс Йен-Кин (113—112 Васкес)
- Вес: Васкес 55,34 кг; Маркес 55,20 кг
- Трансляция: Showtime
- Счёт неофициальных судей: Карлос Ариас (113—112), Кевин Айол (114—111), Стив Ким (114—111) — все в пользу Васкеса

В марте 2008 года состоялся 3-й бой между Исраэлем Васкесом и Рафаэлем Маркесом. Бой был таким же зрелищным как и предыдущие два. В середине 4-го раунда Маркес провёл правый хук в челюсть. Васкес шагнул назад. Маркес выбросил серию ударов. Правым хуком в голову он послал противника в нокдаун. Васкес поднялся на счёт 4. После возобновления Маркес кинулся добивать противника, но пропустил левый хук в подбородок от противника. Васкес выбросил ещё один левый крюк туда же. Маркес был на грани нокдауна. Он ответил. Завязался размен. В конце 10-го раунда Маркес выбросил низкий правый хук. Удар пришёл в резинку. Рефери решил, что удар пришёлся ниже пояса и снял с Маркес одно очко. Весь 12-й раунд Васкес доминировал, пробивая точный удары в голову. В конце 12-го раунда Васкес пробил двойку в голову, и Маркес упал на канаты. Рефери отсчитал нокдаун. Сразу после возобновления поединка прозвучал гонг. Раздельным решением судей победу одержал Исраэль Васкес. Поединок получил статус «бой года» по версии журнала «Ринг».

## Смерть
11 ноября 2024 года у Васкеса была диагностирована саркома 4-й стадии. Умер 3 декабря 2024 года от рака в Лос-Анджелесе в возрасте 46 лет.